# Kauã Elias
Kauã Elias Nogueira (* 28. března 2006) je brazilský fotbalista, který v současnosti (2024) hraje na pozici útočníka za klub Fluminense FC.

## Mládí
Elias byl vychováván svým dědečkem José Eliasem, bývalým brankářem, který hrál fotbal na amatérské úrovni v obci Uberlândia, protože jeho rodiče byli zaneprázdněni prací.

## Klubová kariéra
Poté, co hrál fotbal na hřištích Uberlândie se svým dědečkem, začal Elias svou kariéru ve futsalové škole Praia Clube. Jeho výkony nakonec vedly k tomu, že si ho v polovině roku 2016 všiml skaut z profesionálního týmu Fluminense. Byl pozván na zkoušku s klubem ze Xerému, ale jeho dědeček se zpočátku zdráhal pustit ho kvůli vysokým nákladům na cestování. Nakonec si to rozmyslel poté, co údajně uslyšel „boží hlas“.
Přestože byl Elias útočníkem, na začátku své kariéry ve Fluminense si připsal více asistencí než gólů. Jeho dědeček mu nabídl 25 realů (4,64 USD) za každý vstřelený gól, aby ho povzbudil k větší aktivitě před brankou, ale brzy musel svou nabídku stáhnout, protože Elias střílel příliš mnoho gólů. Tato sázka se ukázala jako dobrá jak pro Eliase, tak pro Fluminense, protože v této plodné formě pokračoval i při postupu akademií a skončil jako nejlepší střelec na řadě mezinárodních turnajů.
Svou první profesionální smlouvu s klubem podepsal v červnu 2021, která ho v klubu udržela až do roku 2027, s klauzulí o uvolnění zahraničním klubům v odhadované hodnotě 280 milionů realů (51,95 milionů USD). Dne 11. října 2023 byl anglickým deníkem The Guardian označen za jednoho z nejlepších hráčů na světě narozených v roce 2006.

## Reprezentační kariéra
Elias byl poprvé povolán do brazilského národního týmu do 17 let v lednu 2023. Poté byl povolán na Mistrovství Jižní Ameriky ve fotbale do 17 let 2023 a v prvním zápase proti Ekvádoru vstřelil dva góly, i když jeho tým nakonec v zápase remizoval 2:2.

## Úspěchy

#### Fluminense
- Pohár osvoboditelů: 2023